# Salon international des inventions de Genève
Le Salon international des inventions de Genève (Inventions Geneva) est un salon annuel qui se déroule dans le canton de Genève, en Suisse.

## Histoire
Fondé en 1972 par Jean-Luc Vincent, ce salon se déroule chaque année à Palexpo, dans la ville du Grand-Saconnex. Il attire près de 800 exposants de 45 pays qui y exposent 1 000 inventions et accueille plus de 60 000 visiteurs chaque année.
Les inventions présentées couvrent de vastes domaines, parmi lesquels l'énergie, la protection de l'environnement, l'informatique, la mécanique générale, les procédés industriels, l'horlogerie, l'électricité, l'électronique, le bâtiment, le génie civil, la menuiserie, le sanitaire, la ventilation, le chauffage les matériaux de sécurité et d’alarme, le bricolage, les arts ménagers, l'équipement commercial et technique, l'agriculture, le jardinage, les textiles, la médecine et l'hygiène, l'optique, l'enseignement les moyens de transport, la santé, l'alimentation, les cosmétiques, les loisirs, la publicité, le conditionnement ou encore les jeux et jouets.
La tendance des inventions se situe dans les domaines de l'énergie, de l'écologie, de l'environnement et de la sécurité.
En 2009, le Salon obtient le patronage de l'Organisation mondiale de la propriété intellectuelle (OMPI), en plus du patronage de la Suisse, du canton et de la ville de Genève.